# Stenommatius areolaris
Stenommatius areolaris är en tvåvingeart som först beskrevs av Walker 1859.  Stenommatius areolaris ingår i släktet Stenommatius och familjen rovflugor. Inga underarter finns listade i Catalogue of Life.